# Ноймаркт (Дрезден)
Ноймаркт (нем. Neumarkt — «Новый рынок») — площадь в центре Дрездена между Старым рынком и Эльбой в окружении Фрауэнкирхе, Иоганнеума (где с 1956 года расположен Музей транспорта), Дворца культуры и Курляндского дворца.
В XXI веке облик площади меняется из-за строительных работ, начавшихся с реконструкции Фрауэнкирхе. Строительство ведётся с целью восстановления исторических зданий, разрушенных во время бомбардировки города.